# Glanjišev
Glanjišev (ukrajinski: Гланишів) je naselje u jugoistočnoj Ukrajine. Prvi pisani spomen naselja je iz 1513. godine.

## Vanjske poveznice
- Službene stranice naselja